# 中国共产党第二十届中央委员会第四次全体会议
中国共产党第二十届中央委员会第四次全体会议，简称中共二十届四中全会，将于2025年10月在北京召开。会议的主要议程包括，中共中央政治局向中央委员会报告工作与研究关于制定国民经济和社会发展第十五个五年规划的建议等。

## 背景
2025年7月23日，中共中央在中南海召开党外人士座谈会，就当前经济形势和下半年经济工作听取各民主党派中央、全国工商联负责人和无党派人士代表的意见建议。中共中央总书记习近平主持座谈会并发表重要讲话。中共中央政治局常委李强、王沪宁、蔡奇、丁薛祥出席座谈会。民革中央主席郑建邦、民盟中央主席丁仲礼、民建中央主席郝明金、民进中央主席蔡达峰、农工党中央主席何维、致公党中央主席蒋作君、九三学社中央主席武维华、台盟中央主席苏辉、全国工商联主席高云龙、无党派人士代表孙其信先后进行发言。